# Fehlchesbach
Der Fehlchesbach, auch Bach vom Hofmanns Weiher genannt, ist ein etwa eineinhalb Kilometer langer linker und südlicher Zufluss der Wied im rheinland-pfälzischen Westerwaldkreis.

## Verlauf
Der Fehlchesbach entspringt auf einer Höhe von etwa 421 m ü. NN südlich vom Hofmannsweiher in einem Nadelwald. Er fließt zunächst etwa 250 Meter in nordöstlicher Richtung durch Waldgelände und vereinigt sich dann mit einem zweiten, etwas kleineren Quellast, welcher ihm südöstlich der Merlingerwiese auf seiner linken Seite zufließt. Gut weitere zweihundertfünfzig Meter bachabwärts staut sich der Fehlchesbach zum Hofmannweiher. Der Bach verlässt den Weiher in nordwestlicher Richtung und läuft nun durch Felder und Wiesen. In der Flur In der Fehlcheswiese mündet er schließlich südwestlich von Schmidthahn auf einer Höhe von etwa 383 m ü. NN von links in die Wied.

## Bilder

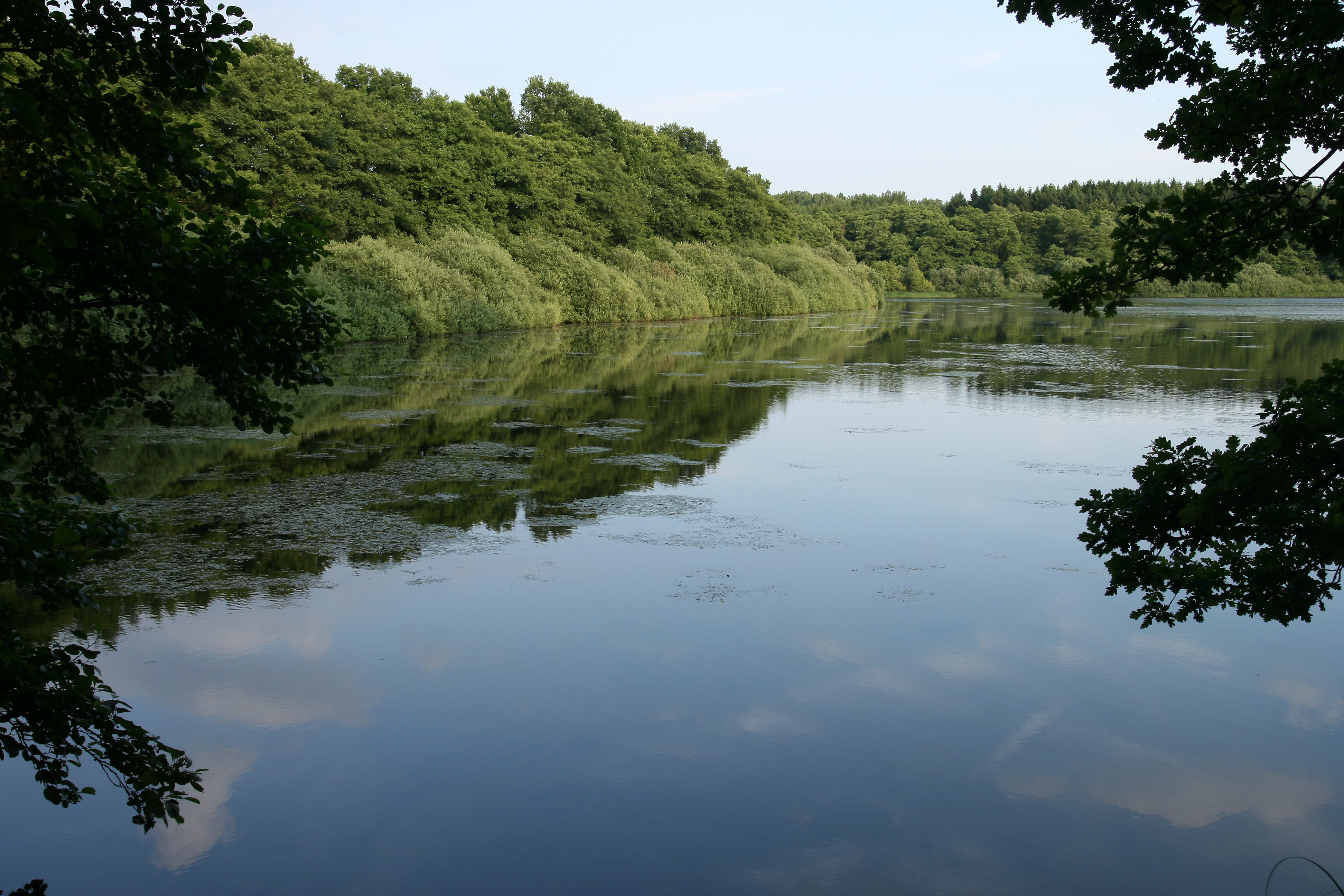
Der Hofmannsweiher
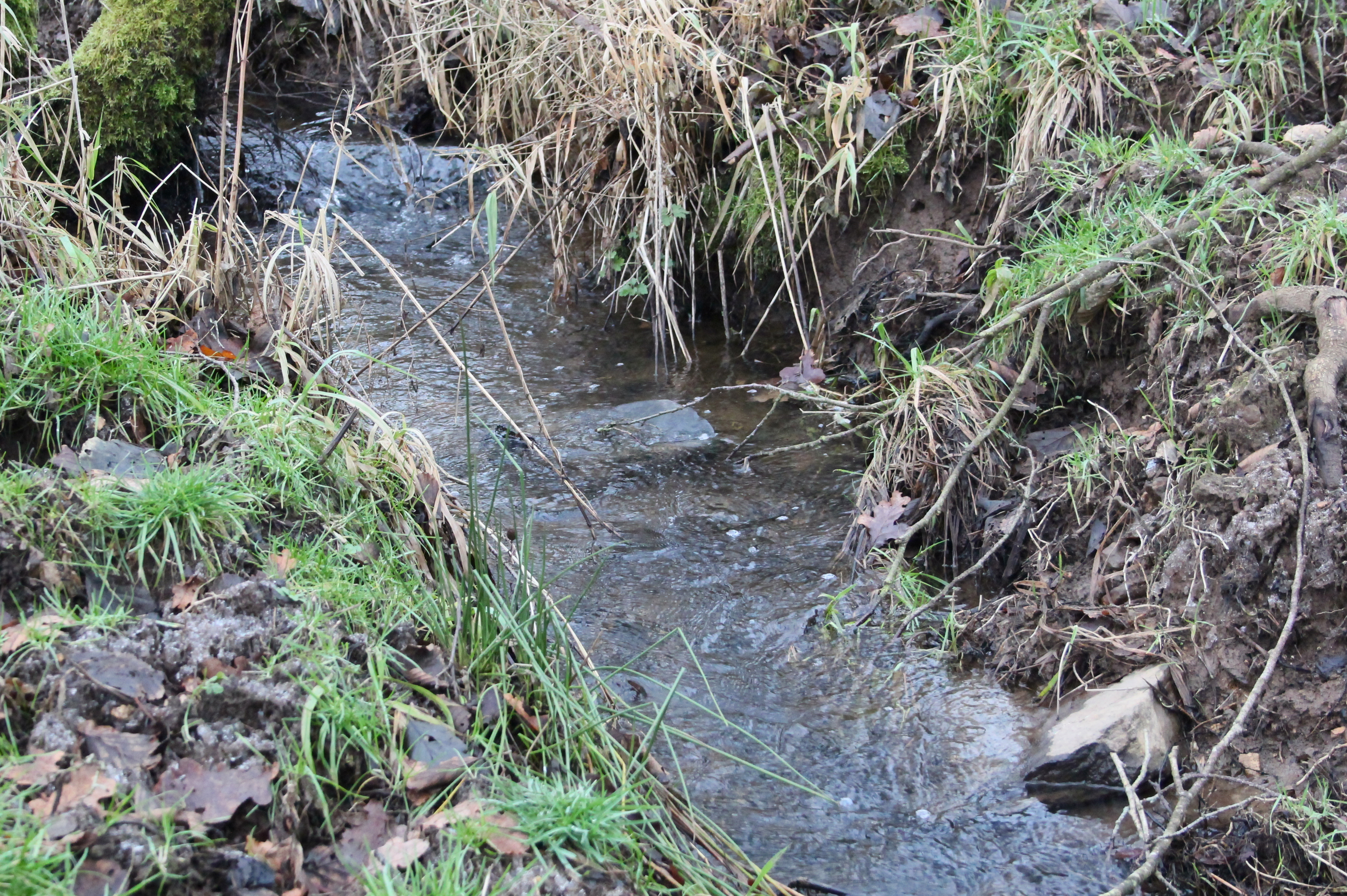
Der Fehlchesbach kurz vor der Mündung in die Wied